# Plectranthias helenae
Plectranthias helenae là một loài cá biển thuộc chi Plectranthias trong họ Cá mú. Loài này được mô tả lần đầu tiên vào năm 1980

## Danh pháp khoa học
Loài cá này được đặt theo tên của Helen A. Randall nhằm vinh danh những đóng góp đáng quý của cô trong ngành ngư học.

## Phân bố và môi trường sống
P. helenae có phạm vi phân bố rải rác ở vùng biển Tây và Nam Thái Bình Dương. Chúng được tìm thấy tại quần đảo Hawaii, đảo san hô Johnston và phía tây nam đảo Đài Loan. P. helenae sống xung quanh các rạn san hô ở những vùng đáy đá, độ sâu được ghi nhận khá lớn, trong khoảng từ 110 đến 263 m.

## Mô tả
Bốn mẫu vật dùng để mô tả P. helenae có kích thước nằm trong khoảng 5 - 6 cm, được thu thập bằng lưới rà ở ngoài khơi phía bắc đảo Oahu, quần đảo Hawaii. Màu sắc của các mẫu vật khi còn tươi không được ghi lại. Mẫu vật ngâm rượu có màu trắng nhạt với dấu vết của các chấm đen ở phần trước của đường bên. Dưới kính hiển vi, các đốm có thể được nhìn thấy tập trung 1/3 phần trên của cơ thể và phía sau gáy. P. helenae có sự tương đồng nhiều nhất với loài Plectranthias garrupellus ở Tây Đại Tây Dương.
Số gai ở vây lưng: 10; Số tia vây mềm ở vây lưng: 15; Số gai ở vây hậu môn: 3; Số tia vây mềm ở vây hậu môn: 6 - 7; Số gai ở vây bụng: 1; Số tia vây mềm ở vây bụng: 5; Số tia vây mềm ở vây ngực: 14; Số tia vây mềm ở vây đuôi: 15.